# Alberto Fernández Sainz
Alberto Fernández Sainz (Barros, Los Corrales de Buelna, Cantabria, 15 de noviembre de 1981) es un exciclista español.
Como amateur se impuso en la Volta a Tarragona de 2006 y en la Bizkaiko Bira de 2007. Debutó como profesional con el equipo Xacobeo Galicia en 2008. 
Es hijo de Alberto Fernández Blanco, pódium en la Vuelta a España y Giro de Italia, y fallecido trágicamente en un accidente de tráfico.

## Palmarés
No ha conseguido victorias como profesional.
nº1 vueltas al valle

## Resultados en Grandes Vueltas
| Carrera | Carrera         | 2008 | 2009 | 2010 |
| ------- | --------------- | ---- | ---- | ---- |
|         | Giro de Italia  | —    | —    | —    |
|         | Tour de Francia | —    | —    | —    |
|         | Vuelta a España | —    | Ab.  | —    |

—: no participa

Ab.: abandono

## Equipos
- Xacobeo Galicia (2008-2010)
- Qinghai Tianyoude Cycling Team (2016)